# (10744) Tsuruta
Pour les articles homonymes, voir Tsuruta (homonymie).
(10744) Tsuruta est un astéroïde de la ceinture principale.

## Description
(10744) Tsuruta est un astéroïde de la ceinture principale. Il fut découvert le 5 décembre 1988 à Chiyoda par Takuo Kojima. Il présente une orbite caractérisée par un demi-grand axe de 2,58 UA, une excentricité de 0,18 et une inclinaison de 15,9° par rapport à l'écliptique.